# 5658 Clausbaader
Az 5658 Clausbaader (ideiglenes jelöléssel 1950 DO) a Naprendszer kisbolygóövében található aszteroida. Karl Wilhelm Reinmuth fedezte fel 1950. február 17-én.